# Nyima (arrondissement)
Nyima Dzong, Chinees: Nyima Xian is het grootste arrondissement in de prefectuur Nagchu in de Tibetaanse Autonome Regio, China. Het gebied behoorde vroeger tot Shantsa en ging vanaf 1 augustus 1983 verder als zelfstandig arrondissement.

## Demografie
In 2003 werden 34.309 inwoners geteld.

## Geografie en klimaat
Het arrondissement Nyima heeft een oppervlakte van 72.499 km². De gemiddelde jaarlijkse temperatuur is -4 °C en jaarlijks valt er gemiddeld 150 mm neerslag.
In het noorden van Nyima vormen het Kunlungebergte met de berg Ulugh Muztagh (6973 meter) in het uiterste noordoosten en het Hox Hilgebergte de grens met Sinkiang. In het zuiden van het arrondissement ligt de Transhimalaya. De hoogste spitsen in het gebied hebben de bergen Zangse Gangri (6460 meter) en de Jangngaida Rinag (6098 meter). Het gebied neemt van het noorden naar het zuiden af en ligt gemiddeld op een hoogte van 5000.
In Nyima zijn talrijke meren, waaronder de Tangra Yutsho met een oppervlakte van 816 km² op een hoogte van 4535 meter, de Ngangzi Tsho van 406 km² op 4683 meter en de Yibug Caka van 100 km² op 4557 meter.

## Fauna
In Nyima leven wilde jaks, kiang-ezels, Tibetaanse antilopes, beren en zwartnek-kraanvogels.

## Infrastructuur
Tot 1951 waren er in Nyima alleen kleine straten. Begin 21e eeuw loopt er een straat van Nagchu naar Shiquanhe door het arrondissement, waardoor Nyima zowel met de weg van Qinghai naar Tibet is verbonden als met de weg van Sinkiang naar Tibet.

## Economie
In Nyima wordt goud, boor, zout en potas, koper en ijzer gewonnen. De begrazing door jaks en kasjmirgeiten is niettemin van groot belang voor de levensgrondslag van de bevolking. Alleen in het zuiden van Nyima is landbouw mogelijk. Daar worden hooglandgerst en koolzaad verbouwd.